# Synchiropus orientalis
Synchiropus orientalis är en fiskart som först beskrevs av Bloch och Schneider, 1801.  Synchiropus orientalis ingår i släktet Synchiropus och familjen sjökocksfiskar. Inga underarter finns listade i Catalogue of Life.